# 27302 Jeankobis
27302 Jeankobis è un asteroide della fascia principale. Scoperto nel 2000, presenta un'orbita caratterizzata da un semiasse maggiore pari a 2,2732515 UA e da un'eccentricità di 0,0324867, inclinata di 6,89228° rispetto all'eclittica.